# سکرییه (ناحیه برنو-تسوونتری)
سکرییه (به چکی: Skryje) یک منطقهٔ مسکونی در جمهوری چک است که در ناحیه برنو-تسوونتری واقع شده‌است. سکرییه ۲٫۲۱ کیلومتر مربع مساحت و ۵۵ نفر جمعیت دارد و ۳۳۲ متر بالاتر از سطح دریا واقع شده‌است.